# Tronfølgeren
Tronfølgeren (originaltitel Tragödie im Hause Habsburg) er en tysk stumfilm fra 1924 instrueret af Alexander Korda.

## Medvirkende
- María Corda som Mary Vetsera
- Kálmán Zátony som Rudolf
- Emil Fenyvessy som Franz Joseph I
- Werner Schott som Corradini
- Arthur Bergen
- Hans Brausewetter
- Friedrich Kayßler
- Louis Ralph
- Mathilde Sussin
- Jakob Tiedtke
- Ferdinand von Alten